# Лофтус Роуд
«Ло́фтус Ро́уд» (англ. Loftus Road) — футбольный стадион в Шепердс Буш, Лондон. Является домашним стадионом английского клуба «Куинз Парк Рейнджерс». Вмещает около 20 тыс. зрителей. Каждая из четырёх трибун стадиона имеет своё название: Лофтус Роуд Энд (Loftus Road End, сокращённо Loft), трибуна Эллерсли Роуд (Ellerslie Road Stand), трибуна Саут Эфрика Роуд (South Africa Road Stand) и Скул Энд (School End). На Скул Энд размещаются болельщики гостевой команды. С 2002 по 2004 годы на стадионе также проводил домашние матчи лондонский клуб «Фулхэм», когда «Крейвен Коттедж» был закрыт на реконструкцию.
«Куинз Парк Рейнджерс» планирует построить новый стадион вместимостью 40 тыс. зрителей из-за невозможности реконструировать и увеличить вместимость Ло́фтус Ро́уд.

## История
Стадион был открыт осенью 1904 года. Изначально на нём выступал любительский футбольный клуб «Шепердс Буш», который прекратил своё существование после Первой мировой войны. «Куинз Парк Рейнджерс» переехал на «Лофтус Роуд» в 1917 году.
В 1953 году на стадионе прошёл первый матч под светом прожекторов. Летом 1966 года на стадионе были установлены более высокие прожекторы. В 1981 году прожекторы вновь поменяли, и они используются на стадионе до сих пор.
Рекордная посещаемость стадиона была зафиксирована 27 апреля 1974 года в матче с «Лидс Юнайтед»: она составила 35 353 зрителей.

## Трибуны

### Саут Эфрика Роуд
Трибуна «Саут Эфрика Роуд» (South Africa Road) является самой вместительной трибуной на стадионе. Она состоит из двух ярусов. На нижнем ярусе расположена зона под названием «Пэддокс» (англ. The Paddocks). Нижний ярус, «Пэддокс» и верхний ярус разделены перегородками. Также на этой трибуне расположен туннель для выхода игроков, раздевалки, офисы, клубный магазин, залы для пресс-конференций. Билеты на «Пэддокс» самые дешевые на стадионе, тогда как билеты на верхний ярус «Саут Эфрика Роуд» самые дорогие.

### Лофт
«Лофтус Роуд Энд» (Loftus Road End) или просто «Лофт» (The Loft) является двухъярусной трибуной, возведённой в 1981 году за воротами. В ней традиционно собираются владельцы сезонных абонементов и прочие преданные болельщики «Куинз Парк Рейнджерс». Билеты на эту трибуну занимают третье место по стоимости. Чаще всего «Куинз Парк Рейнджерс» атакует ворота за этими трибунами во втором тайме, так как считается, что это приносит удачу. На этой трибуны расположены полицейские боксы и бар для болельщиков, который называется The Blue and White Bar. Также на этой трибуне располагается новое цветное табло, установленное летом 2008 года между верхним и нижним ярусами.

### Эллерсли Роуд

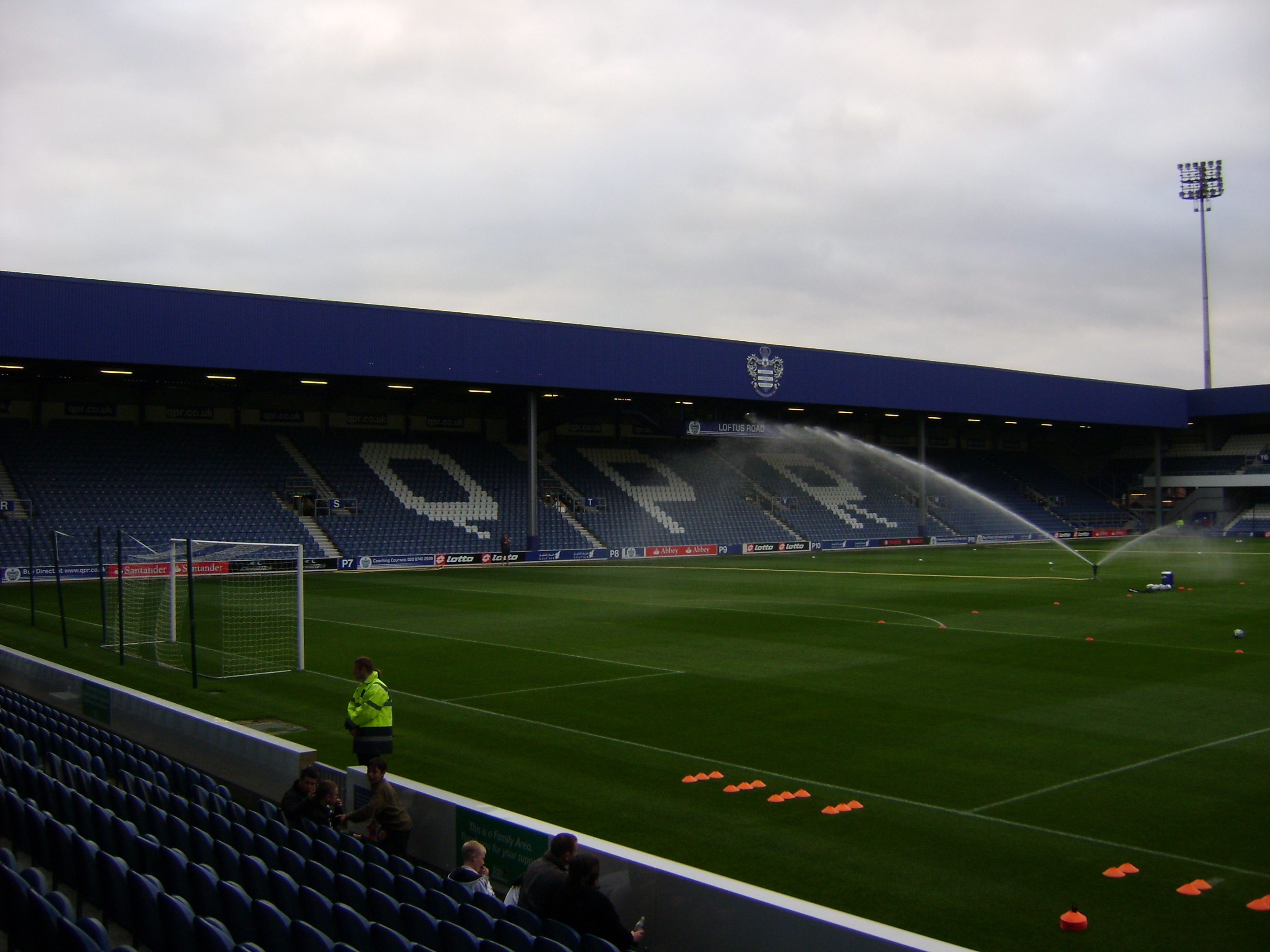
Трибуна «Эллерсли Роуд»

Трибуна «Эллерсли Роуд» (Ellerslie Road stand) была построена в 1972 году. Её название постоянно менялось в соответствии с изменениями спонсоров футбольного клуба, но среди болельщиков она наиболее известна под названием «Эллерсли Роуд». Трибуна состоит из одного яруса и является самой низкой на стадионе, но по вместимости и создаваемому болельщиками шуму не является последней. Также это единственная трибуна, не покрашенная белые и синие полоски; вместо этого, на ней белыми буквами на синем фоне написаны буквы QPR (сокращённое название клуба). На этой трибуне, как и на «Лофте», собираются преданные болельщики клуба, поддерживающие команду песнями и кричалками. Трибуна очень популярна у многих болельщиков из-за хорошего обзора поля и особой атмосферы. Билеты на эту трибуну занимают второе место по стоимости. Также на этой трибуне располагаются будки футбольных комментаторов и телевизионные камеры.

### Скул Энд
Западная трибуна «Лофтус Роуд» известна под названием «Скул Энд» (School End). Она была построена в 1980 году. По внешнему виду трибуна является копией противоположной трибуны, «Лофта». На верхнем ярусе этой трибуны размещаются болельщики гостевой команды; в случае большого ажиотажа, гостевые болельщики могут быть также размещены и на нижнем ярусе. На крыше этой трибуны, над верхним ярусом, в 2008 году был установлен большой экран, на котором демонстрируются повторы ключевых моментов матча, а также рекламные объявления. Также на трибуне между верхним и нижним ярусами расположено цветное табло.